# Karen Baburyan
Karen Baburyan (Step'anakert, 1954 – 8 luglio 2011) è stato un politico karabakho.
Nella sua qualità di Presidente del Soviet regionale (Parlamento) è considerato il terzo capo dello stato della repubblica del Nagorno Karabakh dopo la sua dichiarazione di indipendenza del 6 gennaio 1992.
È stato uno dei firmatari dell'Accordo di Biškek con il quale fu siglato il cessate-il-fuoco nella prima guerra del Nagorno Karabakh.
Tra il 1980 ed il 1992 ha lavorato nel corpo amministrativo della regione (Oblast Autonomo del Nagorno Karabakh). Nel 1992 venne eletto Presidente della Commissione Affari legali in seno al Consiglio Supremo (Soviet regionale, equiparabile al Parlamento).
L'anno successivo fu eletto Presidente del Parlamento ed in virtù di tale mandato svolse il ruolo di capo dello stato. Mantenne la qualifica di presidente dell'Assemblea parlamentare anche dal 1995 al 1997 ma senza più ricoprire quel ruolo istituzionale in quanto nel frattempo era stata creata la figura del Presidente della repubblica.
Dal maggio al novembre 1997 ricoprì l'incarico di vice Ministro della difesa per poi svolgere il ruolo di capo del dipartimento Affari legali della presidenza della repubblica.
Dall'aprile 2001 è stato Segretario del Consiglio di Sicurezza.
È morto per un attacco di cuore mentre si stava recando in viaggio a Erevan (Armenia) nei pressi di Ararat.